# Smelowskia bartholomewii
Smelowskia bartholomewii är en korsblommig växtart som först beskrevs av Al-shehbaz, och fick sitt nu gällande namn av Al-shehbaz och S.I. Warwick. Smelowskia bartholomewii ingår i släktet Smelowskia och familjen korsblommiga växter. Inga underarter finns listade i Catalogue of Life.